# Mario Begni
Mario Begni (Somma Lombardo, 12 maggio 1924 – Milano, 26 novembre 1965) è stato un calciatore italiano, di ruolo centrocampista.

## Caratteristiche tecniche
Era un'ala.

## Carriera
Cresciuto nelle giovanili del Milan (allora Associazione Calcio Milano), Begni ha esordito in maglia rossonera il 25 ottobre 1942 in Milano-Fiorentina (1-3), partita del campionato di Serie A 1942-1943 (allenato da Mario Magnozzi). Nelle due stagioni seguenti ha disputato con la squadra milanese il Campionato Alta Italia (3 presenze e 2 gol) e il Torneo benefico lombardo (16 partite e 3 reti), tornei sostitutivi del campionato fermo per la seconda guerra mondiale.
Nel 1947 la Triestina, allenata da Nereo Rocco, lo ha acquistato dal Fanfulla. Begni è rimasto a Trieste per cinque stagioni nelle quali ha realizzato 26 gol in campionato di Serie A di cui 11 nel 1947-1948, campionato chiuso al secondo posto dietro al Torino (miglior piazzamento nella storia della Triestina) e nel quale è risultato il miglior marcatore degli alabardati. Suo il gol del 19 ottobre 1947 grazie al quale la Triestina ha espugnato il campo della Juventus.
Nel 1955, ormai diventato padre di una bambina (Fulvia, nata il 4 dicembre 1952), è passato all'Empoli in Serie C, concludendo la stagione al quinto posto.
In carriera ha totalizzato complessivamente 133 presenze e 26 reti in Serie A e 41 presenze e 17 reti in Serie B.
Successivamente ha allenato la Melegnanese.